# Malakka (stát)
Malakka je název jednoho z malajsijských států, který se nachází na západním pobřeží Malajského poloostrova. Rozprostírá se okolo stejnojmenného města Malakka a sousedí se státy Negeri Sembilan a Johor. Od začátku 15. století byl centrem Malackého sultanátu. Vzhledem ke své strategické poloze blízko Malackého průlivu se Malakka stala v minulosti významným obchodním střediskem v regionu jihovýchodní Asie. V minulosti bylo město a jeho okolí pod koloniální správou Portugalska, Nizozemska a Spojeného království (jako součást Průlivových osad).